# Liquid Tension Experiment 1
Albums de Liquid Tension Experiment
Liquid Tension Experiment 2
(1999)
Liquid Tension Experiment 1 est le premier album homonyme du supergroupe Liquid Tension Experiment.
| No  | Titre                                 | Durée |
| --- | ------------------------------------- | ----- |
| 1.  | Paradigm Shift                        | 8:55  |
| 2.  | Osmosis                               | 3:26  |
| 3.  | Kindred Spirits                       | 6:30  |
| 4.  | The Stretch                           | 2:01  |
| 5.  | Freedom of Speech                     | 9:19  |
| 6.  | Chris and Kevin's Excellent Adventure | 2:22  |
| 7.  | State of Grace                        | 5:02  |
| 8.  | Universal Mind                        | 7:53  |
| 9.  | Three Minute Warning                  | 8:20  |
| 10. | Three Minute Warning                  | 4:03  |
| 11. | Three Minute Warning                  | 5:19  |
| 12. | Three Minute Warning                  | 4:21  |
| 13. | Three Minute Warning                  | 6:31  |

1. ↑  Critique par Ross Boissoneau sur AllMusic, revisité le 17/06/2014.